# Anna van den Breemer
Anna van den Breemer (Zeist, 5 november 1984) is een Nederlands journaliste. Ze is werkzaam als journalist bij de Volkskrant, waar ze voor de rubriek Opvoeden schrijft.
In 2018 schreef ze het boek Ivanka over Ivanka Trump.
In 2019 schreef Van den Breemer het boek We klungelen als ouders maar wat aan.
Vanaf 2018 was ze columniste voor het tijdschrift VIVA Mama. Het blad hield halverwege 2021 op te bestaan.
Van den Breemer woont samen met schrijver en columnist Özcan Akyol. Samen hebben ze twee kinderen.

### Bestseller 60
| Boeken met noteringen in de Nederlandse Bestseller 60 | Jaar van verschijnen | Datum van binnenkomst | Hoogste positie | Aantal weken | Opmerkingen |
| ----------------------------------------------------- | -------------------- | --------------------- | --------------- | ------------ | ----------- |
| Alle ouders klungelen maar wat aan                    | 2019                 | 16-10-2019            | 43              | 2            |             |
| Het perfecte zusje                                    | 2023                 | 08-02-2023            | 20              | 10           |             |
| De schaduwvrouw                                       | 2025                 | 14-05-2025            | 46              | 1            |             |